# Сабаттус (Мен)
Сабаттус (англ. Sabattus) — місто (англ. town) в США, в окрузі Андроскоґґін штату Мен. Населення — 5044 особи (2020).

## Демографія
Згідно з переписом 2010 року, у місті мешкало 4876 осіб у 1979 домогосподарствах у складі 1407 родин. Було 2121 помешкання
Расовий склад населення:
| - 97,4 % — білих - 0,3 % — корінних американців - 0,3 % — азіатів - 0,2 % — чорних або афроамериканців |

До двох чи більше рас належало 1,7 %. Частка іспаномовних становила 1,0 % від усіх жителів.
За віковим діапазоном населення розподілялося таким чином: 21,4 % — особи молодші 18 років, 64,5 % — особи у віці 18—64 років, 14,1 % — особи у віці 65 років та старші. Медіана віку мешканця становила 42,0 року. На 100 осіб жіночої статі у місті припадало 98,7 чоловіків;  на 100 жінок у віці від 18 років та старших — 95,8 чоловіків також старших 18 років.
Середній дохід на одне домашнє господарство  становив 68 131 долар США (медіана — 56 480), а середній дохід на одну сім'ю — 71 660 доларів (медіана — 61 761). Медіана доходів становила 51 939 доларів для чоловіків та 33 760 доларів для жінок. За межею бідності перебувало 9,2 % осіб, у тому числі 18,2 % дітей у віці до 18 років та 0,3 % осіб у віці 65 років та старших.
Цивільне працевлаштоване населення становило 2445 осіб. Основні галузі зайнятості: освіта, охорона здоров'я та соціальна допомога — 23,1 %, роздрібна торгівля — 21,6 %, науковці, спеціалісти, менеджери — 14,9 %, виробництво — 13,5 %.